# Sonja Petrović
Sonja Petrović, coniugata Vasić (in serbo Соња Петровић-Васић?; Belgrado, 18 febbraio 1989), è un'ex cestista serba.
Alta 189 cm, giocava come ala.

## Carriera
È stata selezionata dalle San Antonio Silver Stars al secondo giro del Draft WNBA 2009 (26ª scelta assoluta).
Nel 2007 è stata convocata per gli Europei in Italia con la maglia della nazionale della Serbia. Nel 2009 ha partecipato agli Europei in Lettonia .
Il 2 luglio 2009 ha vinto la medaglia d'argento ai Giochi del Mediterraneo di Pescara con la maglia della Nazionale serba.

## Palmarès

### Individuale
- FIBA Europe Young Women's Player of the Year Award: 1

2007